# Boussières-en-Cambrésis
Boussières-en-Cambrésis település Franciaországban, Nord megyében. Lakosainak száma 450 fő (2022. január 1.). Boussières-en-Cambrésis Avesnes-les-Aubert, Saint-Hilaire-lez-Cambrai, Beauvois-en-Cambrésis, Bévillers és Carnières községekkel határos.

## Népesség
A település népességének változása:
| Lakosok száma | 420  | 411  | 422  | 430  | 438  | 440  | 446  | 450  |
|               | 2013 | 2015 | 2017 | 2018 | 2019 | 2020 | 2021 | 2022 |